# Kwik(I)chloride
Kwik(I)chloride (IUPAC-naam dikwikdichloride) is een anorganische verbinding van kwik en chloor, met als brutoformule Hg2Cl2. Het in de natuur voorkomende mineraal staat bekend onder de naam kalomel.
In poedervorm is kwik(I)chloride zeer moeilijk oplosbaar in water.

## Synthese
Kwik(I)chloride kan bereid worden door kwik(II)chloride te behandelen met metallisch kwik:
{\displaystyle {\ce {Hg + HgCl2 -> Hg2Cl2}}}
Een andere methode is de metathesereactie van kwik(I)nitraat met zoutzuur:
{\displaystyle {\ce {Hg2(NO3)2 + 2HCl -> Hg2Cl2 + 2HNO3}}}

## Eigenschappen en reacties
De reactie met ammoniak doet kwik(I)chloride disproportioneren:
{\displaystyle {\ce {Hg2Cl2 + 2NH3 -> Hg + Hg(NH2)Cl + NH4Cl}}}
Onder invloed van UV-licht kan kwik(I)chloride ontleden in kwik en kwik(II)chloride:
{\displaystyle {\ce {Hg2Cl2 -> Hg + HgCl2}}}

## Formule
De formule ziet er vreemd uit voor een anorganische stof. Voor dit soort verbindingen wordt doorgaans de formule gereduceerd tot de eenvoudigste verhouding tussen de kationen en anionen, zodat HgCl verwacht wordt. Met de formule Hg2Cl2 wordt echter meer recht gedaan aan de manier waarop de twee kwikatomen in deze (en andere) kwik(I)verbindingen aanwezig zijn.
Een deel van dit vreemde gedrag kan verklaard worden door relativistische effecten mee te nemen bij het bepalen van de banen van elektronen in dit deeltje. Door deze effecten wordt de afstand in energie tussen de s- en de p-elektronen van dezelfde schil steeds groter bij hogere periodes van het periodiek systeem. Bij kwik en zijn naaste buren begint daarom de 6s-schil de rol van een afzonderlijke subschil te spelen, zoals dat ook bij waterstof en helium met de 1s-schil het geval is. Dit verklaart waarom kwik het metaal met het laagste kookpunt is en waarom het bijgevolg bij kamertemperatuur als vloeistof voorkomt. Met zijn volle 6s2-configuratie begint het zich als een edelgas (vergelijkbaar met helium) te gedragen. Dezelfde effecten spelen een rol in de bijzondere stabiliteit van ionen als Tl+, Pb2+ en Bi3+ en bij het voorkomen van Au− in een aantal auriden. Zij hebben allemaal dezelfde configuratie.
Hg1+ heeft juist een halfvolle 6s1-configuratie, te vergelijken met waterstof, en vormt net als dit element dimeren: Hg22+. In de vaste stof zijn lineaire Cl-Hg-Hg-Cl-eenheden te onderscheiden in een tetragonale kristalstructuur. Ieder kwikatoom heeft zes buuratomen. Op kortere afstand is dat het andere kwikatoom en een chlooratoom. Op wat langere afstand zijn er nog vier andere chlooratomen van buurmoleculen, zodat de omringing een asymmetrische octaëder vormt.

## Industriële toepassing
In vroeger dagen werd kwik(I)chloride gebruikt als een stimulerend middel tegen slijmvliesontstekingen in lever en longen en om parasiterende wormen uit het lichaam te zuiveren. Tegenwoordig wordt dat niet meer gedaan, vanwege het risico op kwikvergiftiging. Kwik(I)chloride kan worden omgezet in het zeer giftige kwik(II)chloride (HgCl2).
Tot ongeveer 2000 werd kwik(I)chloride voornamelijk gebruikt om referentie-elektrodes van te maken om de pH of een elektrische potentiaal in oplossingen te meten.  De algemene ban op het gebruik van kwikverbindingen heeft ertoe geleid dat de kalomel-elektrode langzaam uit laboratoria verdwijnt.

## Toxicologie en veiligheid
Net als de meeste kwikverbindingen is kwik(I)chloride zeer giftig. Bij aanraking met de huid of slijmvliezen is er kans op kwikvergiftiging.